# Scritti sui terremoti

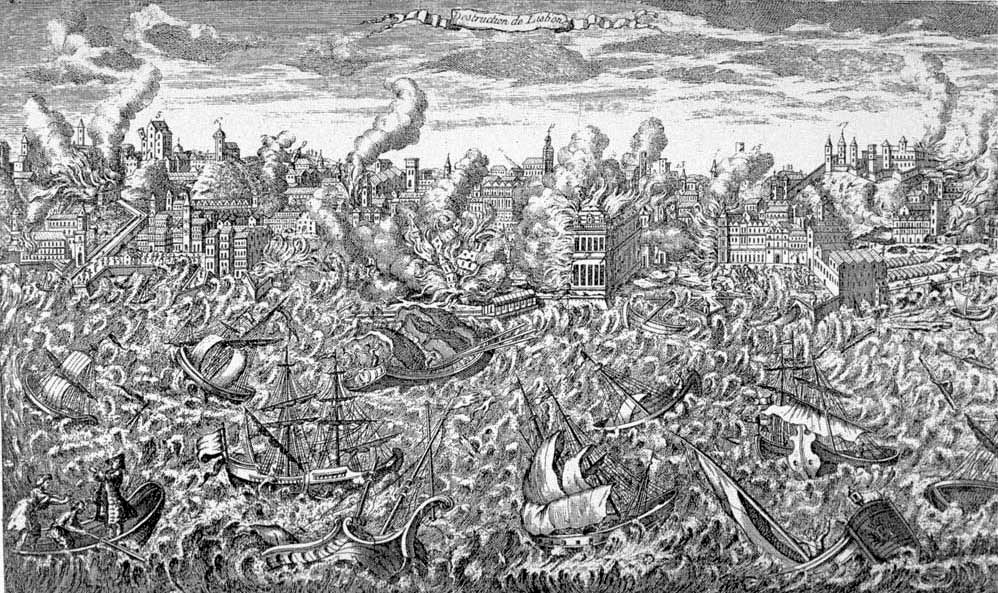
Disegno raffigurante il terremoto di Lisbona: si nota la presenza di un maremoto e lo svilupparsi degli incendi

Gli Scritti sui terremoti sono una serie di saggi scritti dal filosofo Immanuel Kant.
Il giovane Kant, appena trentunenne, viene a sapere del terremoto di Lisbona del 1º novembre 1755 nel dicembre di quello stesso anno e già il 24 gennaio del 1756 fa pubblicare il primo dei suoi scritti sui terremoti: Sulle cause dei terremoti in occasione della sciagura che ha colpito le terre occidentali d'Europa verso la fine dell'anno trascorso .
In questa stessa opera l'autore anticipa che pubblicherà un altro scritto più approfondito che sarà edito nel marzo del 1756 con il titolo: Storia e descrizione naturale degli straordinari eventi del terremoto che alla fine del 1755 ha scosso gran parte della terra 
Nell'aprile dello stesso anno Kant concluderà le sue riflessioni sul sisma lusitano con le Ulteriori considerazioni sui terremoti avvertiti da qualche tempo 
Con la medesima rapidità, inusuale per i tempi, con la quale le notizie sul terremoto giunsero nella lontana Prussia orientale così incalzante fu l'analisi di Kant su questi avvenimenti che del resto suscitarono l'interesse di molti illuministi europei. Più di uno di questi infatti menzionò o fece allusione a questo evento nei loro scritti, in particolare Voltaire ne scrisse nel Candido e nel Poème sur le désastre de Lisbonne (Poema sul disastro di Lisbona). Lo stesso autore poi, sul tema dell'ottimismo e del male connesso alle catastrofi naturali e non, ebbe con Jean Jacques Rousseau un'accesa polemica che si diffuse tra teologi, filosofi e saggisti del XVIII secolo.

Kant in poco tempo raccolse, mai spostandosi da Königsberg, una massa di notizie e documenti che comportò una mole di lavoro non indifferente che testimoniava per l'argomento il suo vivo interesse che nella sua seconda opera (Sulla storia...) si tradusse nella precisa volontà di dare una veste scientifica alle sue riflessioni:
Kant cercò di mantenere fede alla sua promessa di rigore scientifico annotando nei suoi tre scritti una mole di dati sperimentali, di misurazioni e di teorie  che rappresentano l'intento, in linea col riduzionismo della nuova scienza newtoniana, impersonale ed astratta, di dare una tentata descrizione oggettiva del fenomeno, diversa, per esempio, dalle implicazioni qualitative e metafisiche che Hegel vi aggiungeva ottant'anni dopo nell'Enciclopedia delle scienze filosofiche in compendio:
Kant allargherà poi le sue riflessioni su temi morali interpretati secondo la dottrina illuminista per cui vede nell'insistenza sulla catastrofe da parte di alcuni autori uno strumento "superstizioso" per indurre un timore tale da portare le masse alla "cieca sottomissione" potere religioso: «fra tutte le ragioni che muovono la pietà religiosa, quelle che traggono spunto dai terremoti sono senza dubbio le più deboli» .
Kant, come del resto farà anche Rousseau, non passa sotto silenzio anche quelle che ritiene siano le colpe degli uomini per il disastro che ha colpito la città di Lisbona: edifici costruiti con materiali scadenti o in luoghi inadatti che hanno moltiplicato gli effetti distruttivi e d'altra parte considera positivamente anche gli effetti dei sismi che portano alla luce acque termali, vene metallifere, calore, nuova terra fertile , ma ciò che è più importante per Kant è che nei terremoti l'uomo deve ricordarsi della sua limitatezza e cogliere l'insegnamento che gli viene dalla natura di non considerarsi come il fine unico e supremo dell'universo poiché l'uomo « non è stato generato per erigere dimore eterne su questo palcoscenico di vanità »
I terremoti non sono poi quanto di peggio possa capitare all'umanità ma vi sono catastrofi ancor più devastanti come le guerre che un principe illuminato, considerando proprio la distruzione che già subisce il suo popolo per i fenomeni naturali, potrà eliminare instaurando la "pace perpetua":